# Протон-2
«Протон-2» — советский тяжёлый научный спутник серии космических аппаратов «Протон». Космический аппарат «Протон-2» разработан ОКБ-52 («НПО машиностроения»). Был запущен 2 ноября 1965 года в 12:28 UT с космодрома Байконур на орбиту с наклонением 63,5 градуса и высотой 189 x 608 км с периодом 92,6 минуты. Миссия КА длилась 96 дней, и спутник вновь вошёл в атмосферу Земли 6 февраля 1966 года.

## Описание космического аппарата
Спутники «Протон-1», «Протон-2» и «Протон-3» (серия спутников N4) были по существу идентичны. Каждый спутник представлял собой герметичный цилиндр с выпуклыми торцами. Он имел четыре солнечные батареи, установленные в виде гребного колеса на верхней части цилиндра. Общая масса составляла 12 200 кг. На борту не было движителя, он был стабилизирован вращением с помощью газовых струй и, так называемым, «устройством демпфирования мощности». Спутник имел антенны, выступающие сверху и снизу, и пирамидальную конструкцию сверху, несущую датчики системы ориентации оси. Связь осуществлялась через маяк, работающий на частоте 19,910 МГц. Терморегулирование поддерживалось с помощью теплообменника. В нём также находились химические топливные элементы. Эксперименты на борту проводились в герметичном приборном отсеке. Гамма-телескоп, сцинтилляторный телескоп, пропорциональные счётчики и газо-сцинтилляторный телескоп Черенкова были способны регистрировать космические лучи в диапазоне до 10 миллионов МэВ.